# Donia-oorlog
De Donia-oorlog was een gewelddadig conflict in Friesland van 1458 tot 1464. Hij vond plaats in het tijdperk van de Friese Vrijheid, toen de partijstrijd tussen Schieringers en Vetkopers op zijn hevigst was. Het conflict staat bekend als een oorlog, omdat er diverse keren gewapende gevechten plaatsvonden waarbij nogal wat wreedheden werden begaan, maar het was vooral een bloederige familiestrijd tussen twee hoofdelingen geslachten, de Harinxma's en de aan hun verwante Donia's.
In deze oorlog is niet duidelijk een directe aanleiding aan te wijzen, omdat er diverse vetes naast elkaar werden uitgevochten, waarvan elke vete zijn eigen aanleiding, begin en deelnemers had en die ook weer door een afzonderlijke zoen werd beëindigd. Volgens de Friese kroniekschrijver Peter van Thabor vielen in de oorlog in totaal 224 doden, waarvan 213 soldaten (knechten) en 11 edelen (hoofdelingen).

## Achtergrond
Het conflict ging tussen drie hoofdelingen van de familie Harinxma respectievelijk uit Heeg, Sneek en IJlst welke als de Schieringse partij kunnen worden aangeduid. De tegenstanders waren zeven neven van hen, uit de familie Donia, zonen van Sierck Harinxma op het Doniahuis in Oosterend. Deze waren van huis uit ook Schieringer maar zochten hun bondgenoten bij de 'Vetkoperse' hoofdelingen Gale Galama van Koudum, Jancko Douwema van Langweer en Doitse Albada van Jirnsum. De Donia-oorlog startte in de Zuidwesthoek van Westergo en breidde zich van daaruit naar de Zevenwouden.
De aanleiding voor de vijandelijkheden in de Donia-oorlog moeten gezocht worden in het vetewezen uit die tijd en het streven naar lokale en regionale hegemonie door de verschillende afzonderlijke lokale heersers in het middeleeuws Westerlauwers Friesland. De strijd werd met wisselend succes gestreden. Dan weer was de ene partij aan de winnende hand, dan weer de andere partij. Er werd om een groot aantal stinsen gevochten waarvan verschillende van bezitter wisselden of werden verwoest. In totaal worden er 20 stinsen bij naam genoemd waar strijd om geleverd is. Naast het aantal gesneuvelden bij de gevechten vielen er onder de burgers ook veel slachtoffers.